# Ofena
Ofena (Ofenə in abruzzese) è un comune italiano di 450 abitanti della provincia dell'Aquila in Abruzzo. Fino al 2013 ha fatto parte della Comunità montana Montagna di L’Aquila e precedentemente della Comunità montana Campo Imperatore-Piana di Navelli. Parte del territorio del comune rientra nel territorio del Parco nazionale del Gran Sasso e Monti della Laga costituendone di fatto una delle porte di accesso nella sua parte meridionale.

## Geografia fisica

### Territorio
Ofena si trova alla fine della conca di Capestrano. L'area dell'altopiano è pianeggiante, Ofena si erge sopra un colle roccioso in posizione dominante, dal passaggio del valico di Torre Forca di Penne, per passare alla provincia di Pescara.

### Clima

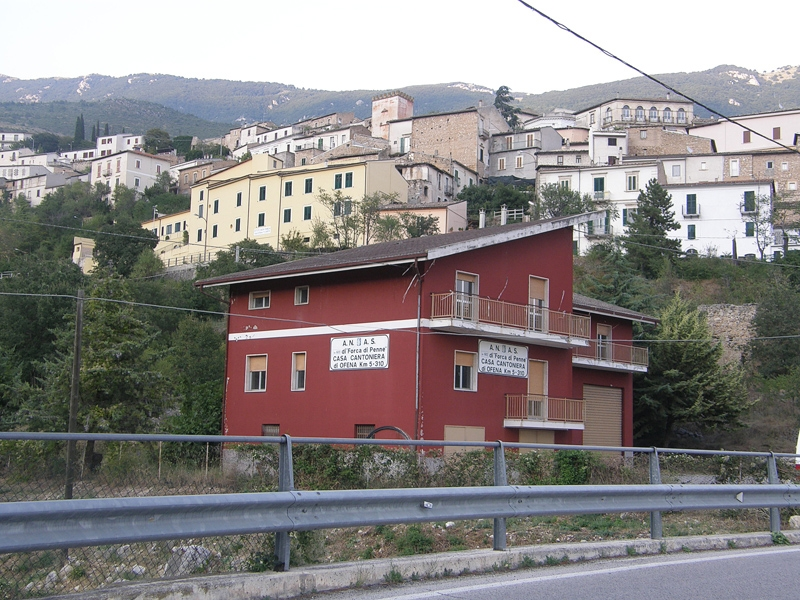
Veduta del paese dalla casa cantoniera

Assieme a Capestrano è nota per essere il forno d'Abruzzo per via dei picchi elevati di temperatura che si raggiungono d'estate in virtù dell'elevata continentalità, dell'esposizione a sud e della quota collinare non particolarmente elevata. Il clima inoltre, come in tutta la Piana di Navelli, è particolarmente secco con precipitazioni annue che non superano i 550 mm, a causa dell'orografia sfavorevole, e che condizionano il paesaggio spesso a tratti brullo, sassoso e privo di vegetazione.

## Storia

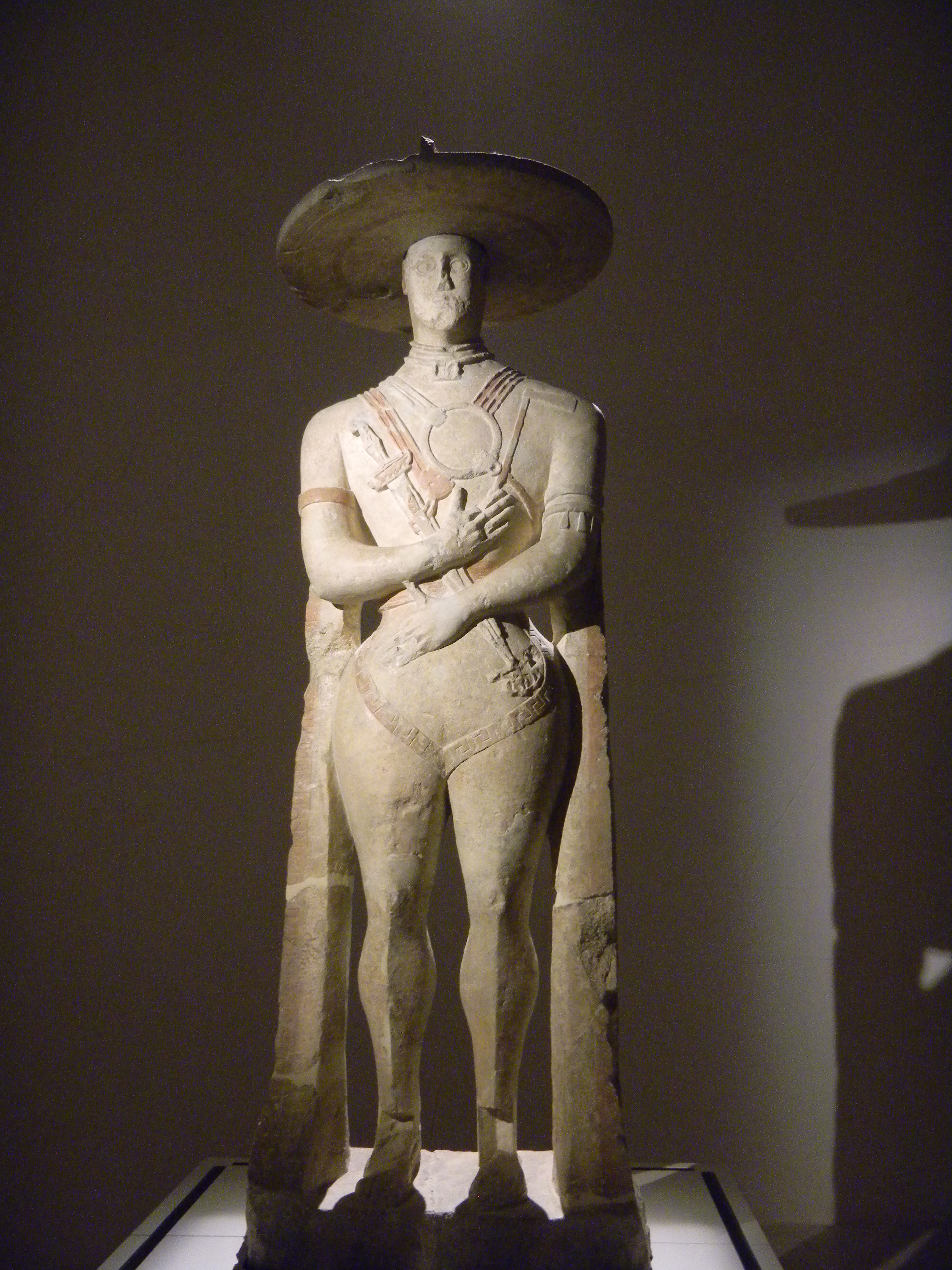
Guerriero di Capestrano (Museo archeologico nazionale d'Abruzzo - Chieti)

### Epoca dei Vestini
L'intera vallata del Tirino fu popolata, dal IX secolo a.C. al III secolo a.C., dal popolo dei Vestini. Al centro della valle si trovava la città di Aufinum (comprendeva un abitato d'altura sul colle Sant'Antonino nei pressi di Capestrano, piccoli nuclei sparsi ed una necropoli presso il fiume Tirino).
Tra i rinvenimenti più importanti della civiltà c'è il Guerriero di Capestrano, scoperto da un contadino nel settembre 1934. Secondo la maggior parte degli studiosi, il guerriero è il re vestino Nevio Pompuledio, la cui statua funebre lo mostra con le armi e l'armatura da guerra. La statua del Guerriero di Capestrano è conservata a Chieti nel Museo archeologico nazionale d'Abruzzo nella Villa Frigerj.

### Epoca romana
Con le Guerre sannitiche (III secolo a.C), e la guerra sociale (I secolo a.C),  anche i Vestini furono conquistati da Roma. Tracce del nuovo centro romano sono visibili in un teatro rinvenuto vicino alla necropoli vestina nella piana di Capestrano.

### Età medievale e moderna
Alcuni secoli dopo la caduta dell'impero romano d'Occidente iniziò lo spopolamento dei piccoli villaggi sparsi nella vallata: a causa delle continue scorrerie di predoni, soprattutto i Saraceni e gli Ungheri venuti nel IX secolo, infatti, fu necessario trovare riparo sui colli circostanti e così sorsero nuclei abitativi più facilmente difendibili (tra i quali il paese di Ofena). Nel VI secolo esisteva anche la diocesi di Aufinum, successivamente soppressa, ed era una delle più antiche della provincia dell'Aquila. Il primo nucleo era circondato da mura che difendevano il castello. Dentro e fuori dal centro sorsero anche importanti edifici religiosi: il convento dei Cappuccini ed il monastero di San Giacomo dell'Osservanza.
Il borgo era una stazione di passaggio dei pastori transumanti, che dovevano attraversare il valico di Forca di Penne per passare nell'area vestino-pescarese, che faceva parte della diocesi di Penne e dell'abbazia di Carpineto. Infatti l'area era soggetta al controllo benedettino, non da parte di Carpineto, ma da parte della grancia cistercense, dal XIII secolo, di San Vito de Furca (detta anche San Vito de Piscaria), dipendente dall'abbazia dei Santi Vito e Salvo in San Salvo (CH)
Le prime notizie del periodo altomedievale sono riportate dal Chronicon Vulturnense e parlano di conflitti monastici nel IX secolo con gli abitanti di Ofena, Villa Cerqueto e della Villa di Trite, esistenti nel gastaldato di Valva, compreso nel ducato longobardo di Spoleto.
Nella seconda metà del XII secolo la Terra o Baronia di Ofena, che comprendeva verosimilmente otto insediamenti (Villa Affreno, Colle Venatorio, Villa Rantino, Villa Carrufo, Villa Santa Lucia, Villa S. Marco, Castel del Monte e Ofena) era feudo di Berardus Gentilis.

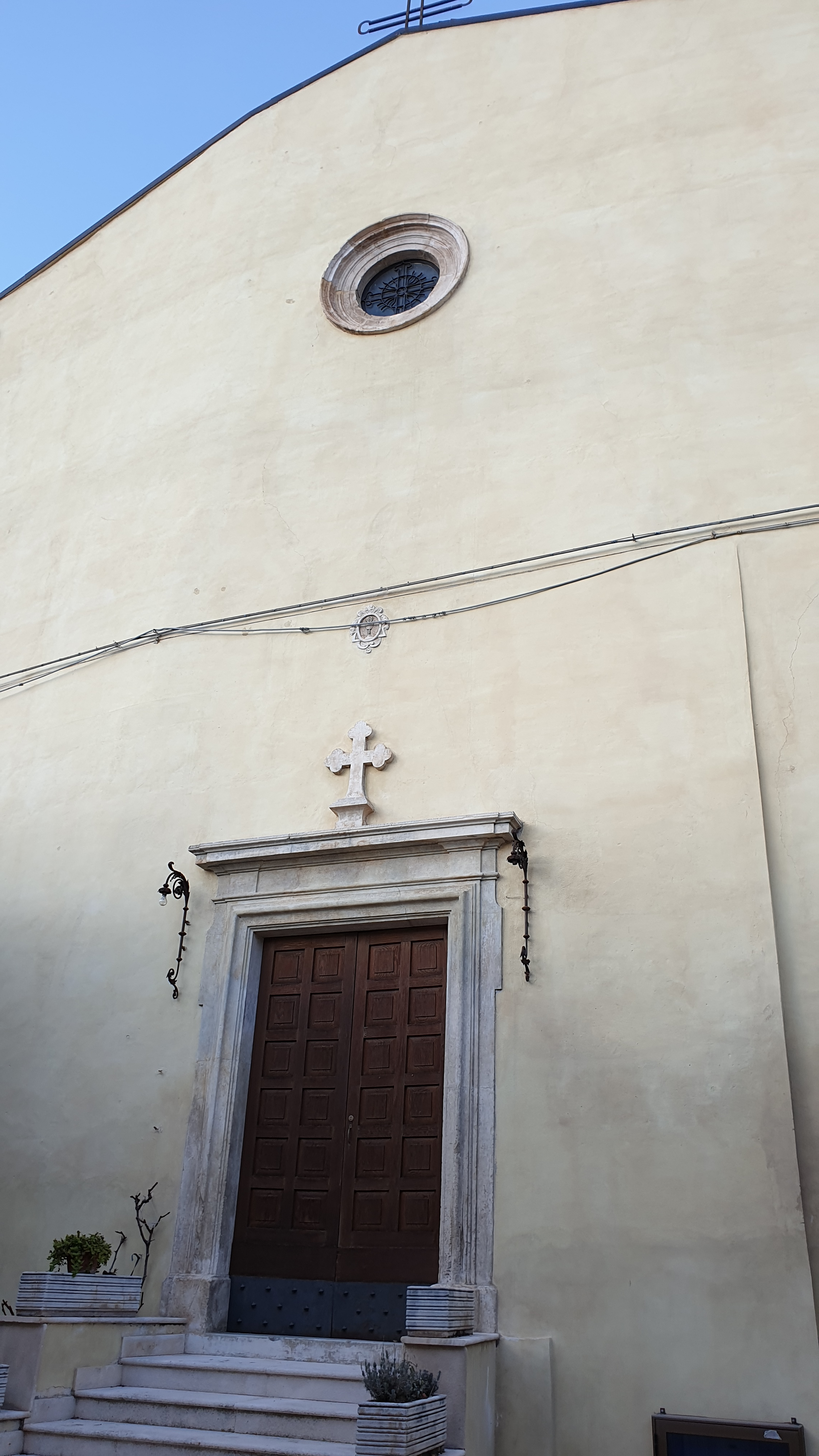
Facciata della parrocchia di San Nicola
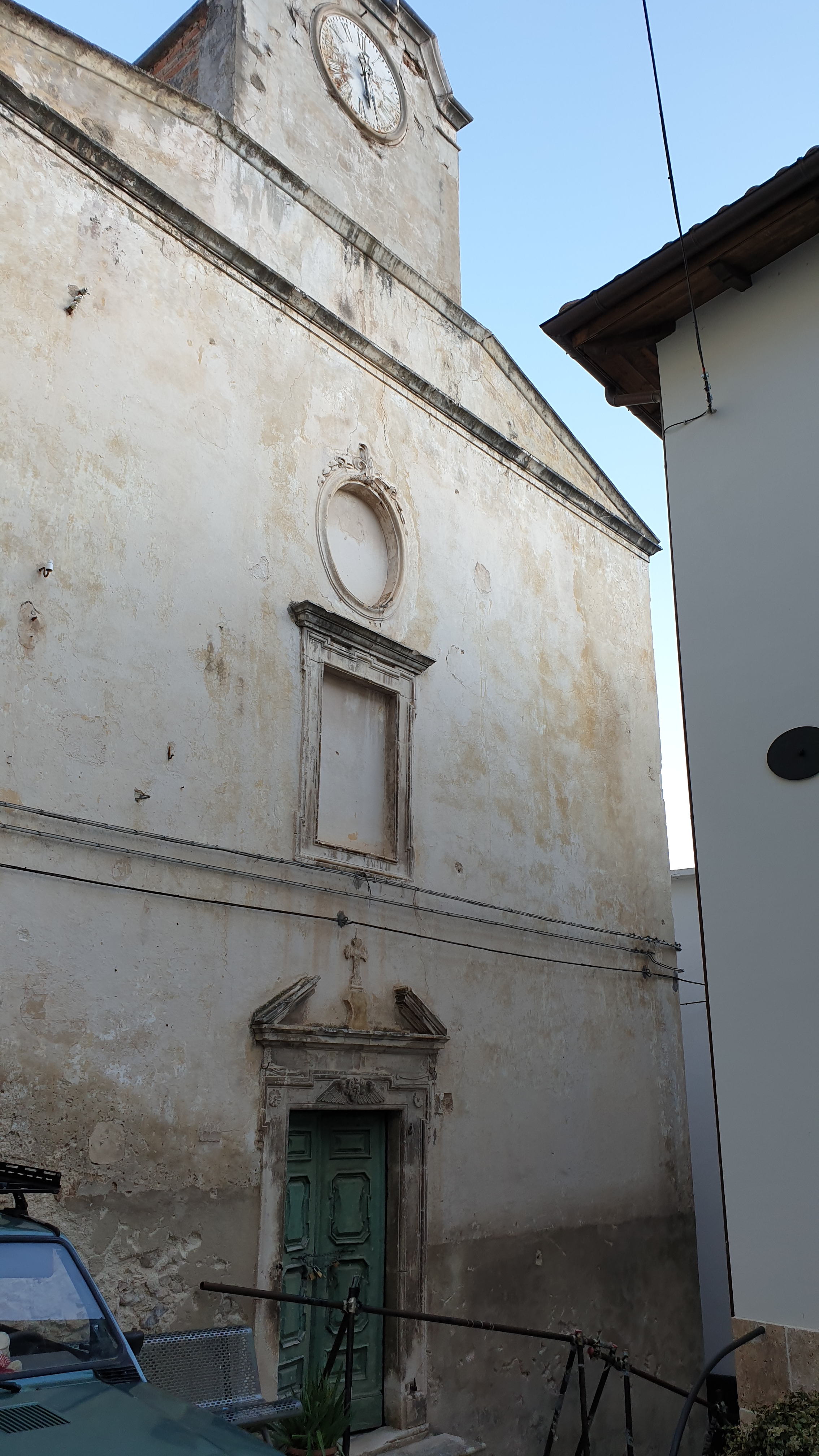
Facciata della chiesa di San Giovanni dell'ospedale
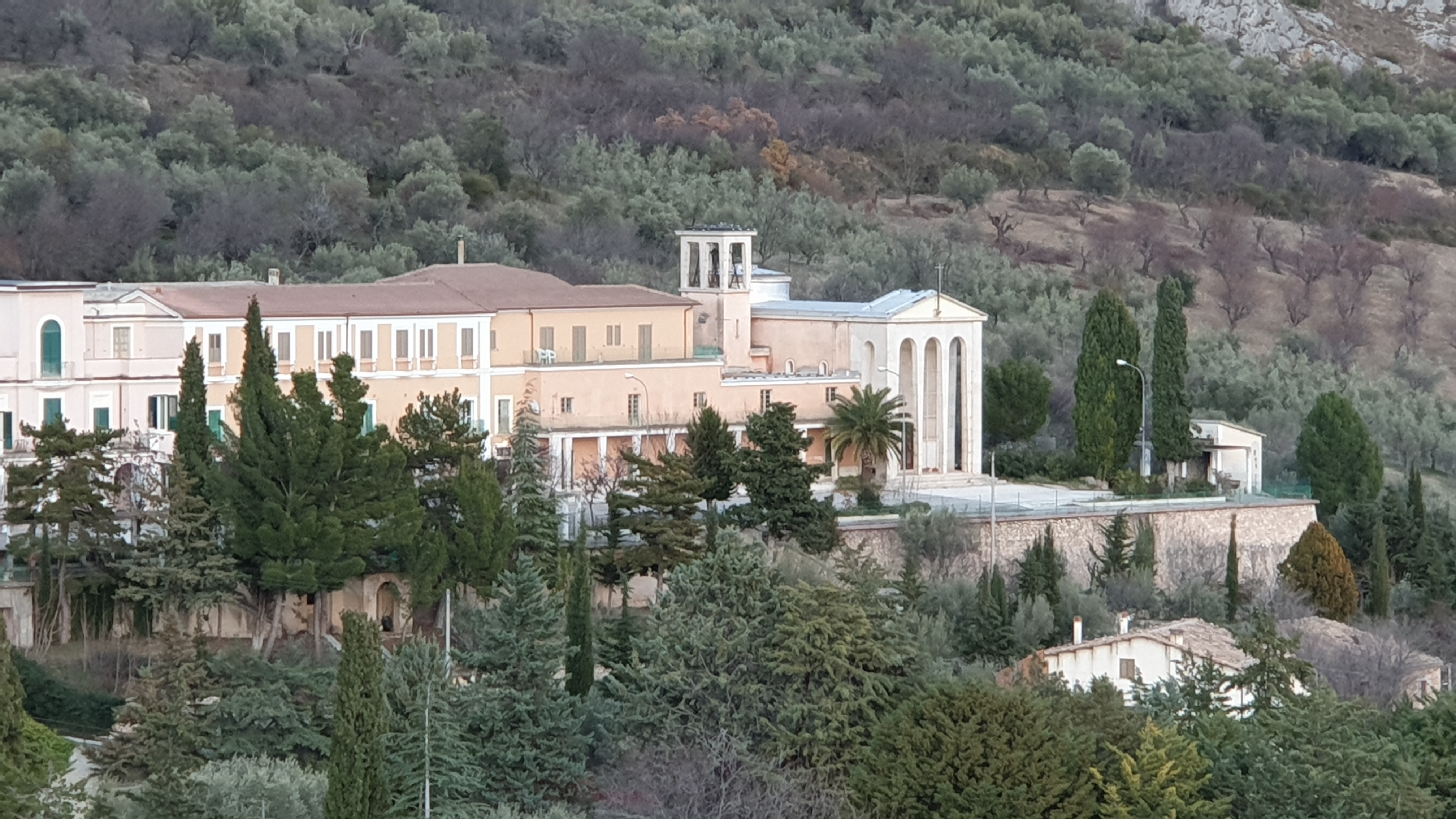
Oasi dei Discepoli, realizzata nelle vicinanze di Ofena negli anni '20

Berardo Gentile apparteneva a quella stirpe dalla quale si diramò quella dei Raianesi, attestati nella Valle Tritana con Matteo di Raiano signore di Capistrano nel primo periodo angioino. I Raianesi persero il dominio della Valle Tritana nel 1283, quando Riccardo d'Acquaviva, fratello di Berardo, nuovo signore di Capestrano, di Ofena e di Castel del Monte era subentrato a Berardo di Raiano.
Nel 1285 il noto giurista Marino di Caramanico ricevette in feudo la quarta parte del feudo di Ofena e dopo il decesso di costui successe il padre Antolino. Dal settembre del 1289 la quota passò a Matteo d'Atri.
Ofena nel 1279 era feudo per la quarta parte e per un'ottava parte di Gualtieri d'Acquaviva, figlio di Berardo marito di Gemma di Raiano e ancora per le stesse quote era infeudata a Rainaldo di Falerone.
A costoro successe Matteo d'Acquaviva, sostituito da Corrado d'Acquaviva nel 1298.
Nel 1382 Carlo III di Durazzo assegnò la Terra di Ofena come anche quelle di Capestrano e Santa Pelagia a Pietro II conte di Celano.
Nel 1478 con Castel del Monte e Villa S. Lucia fu inclusa nel marchesato di Capestrano (dal 1584 principato). Nel 1569 Costanza Piccolomini vendette l'utile dominio del marchesato di Capestrano con patto di ricompera ad Ottavio Cattaneo e in seguito nel 1579 lo cedette al granduca di Toscana Francesco I dei Medici. L'illustre famiglia fiorentina mantenne il feudo fino al 1743, quando i Borboni acquisirono l'insieme quale stato allodiale fino al 1806, anno di estinzione della feudalità.
Fino al Novecento il paese ha mantenuto un'economia feudale, e successivamente il borgo si è spopolato per l'effetto migratorio. Il terremoto dell'Aquila del 2009 ha causato dei danni al paese, e ulteriore spopolamento.

## Monumenti e luoghi d'interesse

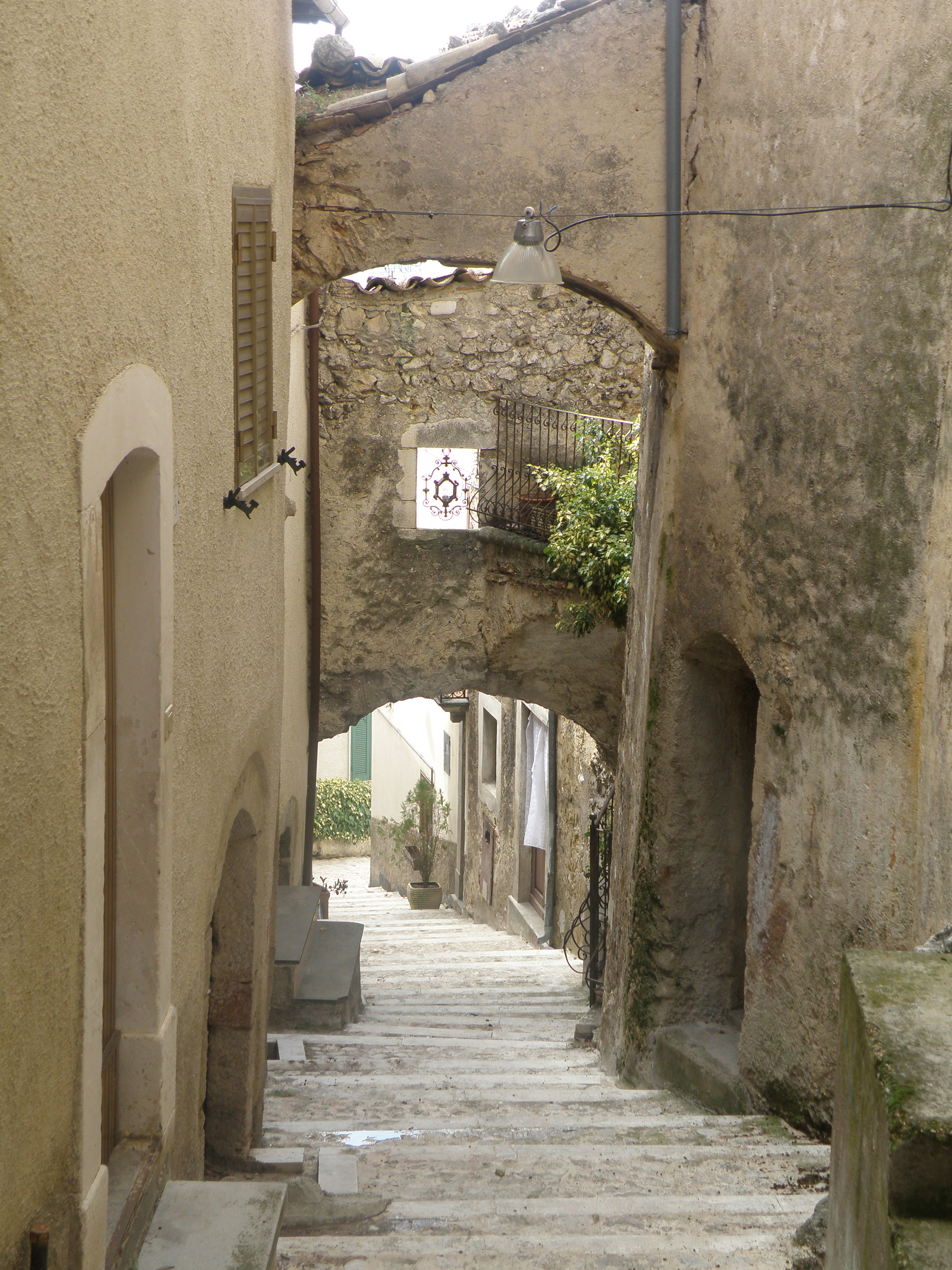
Scorcio del centro

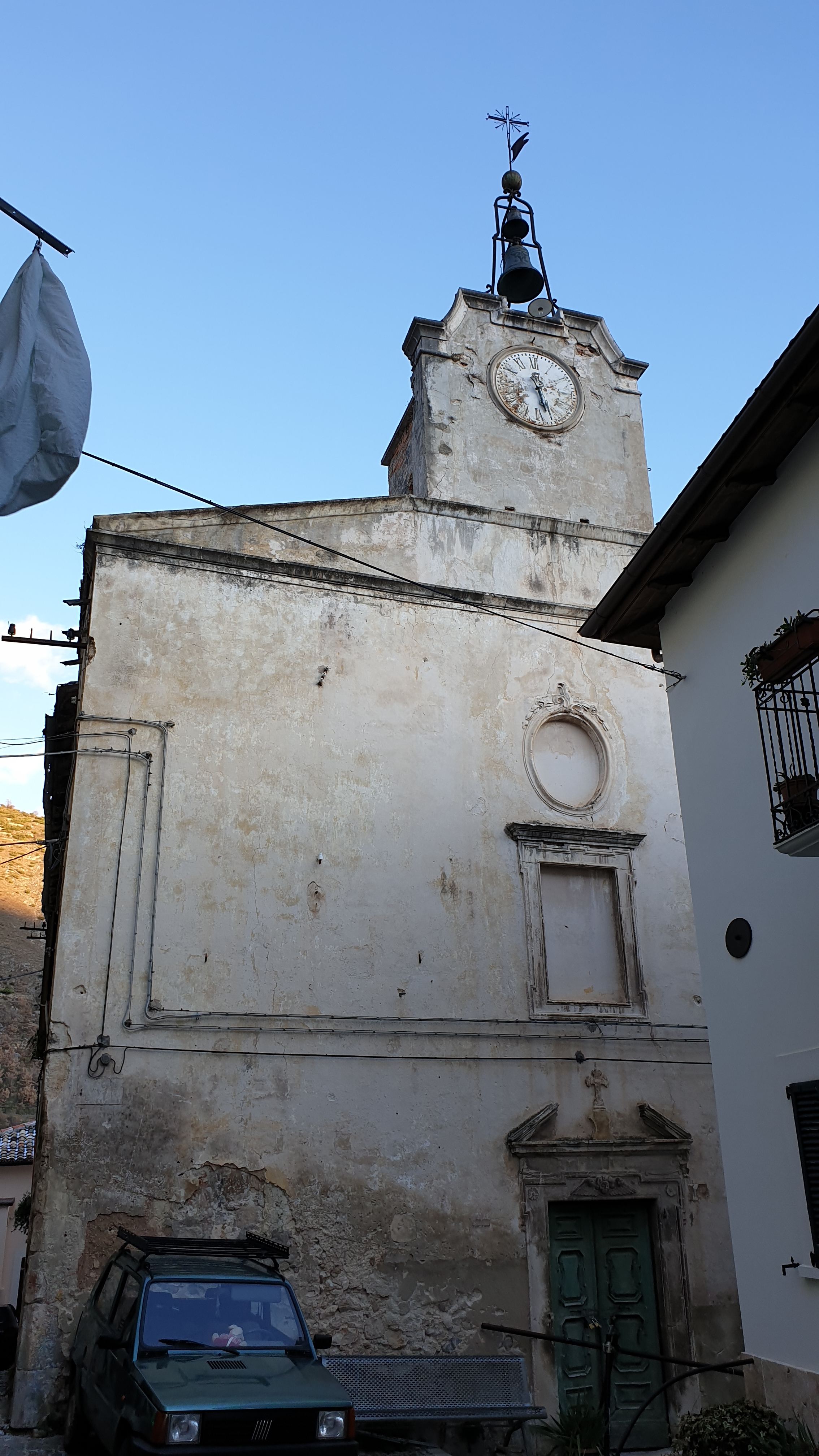
Chiesa di San Giovanni dell'ospedale

- Borgo medievale: a pianta circolare, caratterizzato da case mura che si raccolgono attorno al palazzo Madonna in piazza San Carlo, e alla chiesa di San Nicola.
- Palazzo Cataldi - Madonna: costruito nel XVIII secolo, presenta un pregevole portale in pietra.
- Chiesa parrocchiale di San Nicola di Bari: si trova in cima al paese in Largo San Nicola. Risale al medioevo ma fu modificata negli interni dopo il 1703 in stile barocco. Ha pianta rettangolare molto semplice, con muratura fortificata, l'interno è in stile barocco aquilano, con divisione laterale di paraste corinzie in cappelle, l'aula è a volta a botte lunettata. La facciata è molto semplice, decorata da semplice portale architravato piano, con croce sovrastante a bracci trilobati, al centro vi è un oculo posticcio.
- Convento di San Francesco: si trova sulla strada appena fuori dal centro. Risale al XIV secolo, con rimaneggiamenti barocchi. Dopo l'abbandono negli anni '90 è stato restaurato. La chiesa è composta dall'edificio principale con una facciata monumentale in pietra grezza, coperta da un piccolo edificio con arcate a tutto sesto. L'interno ha un chiostro.
- Monastero dei Cappuccini: si trova nel cimitero comunale, e fu costruito nel XVII secolo, sopra un convento esistente dal XV secolo, come dimostrano dei documenti, e l'aspetto tipicamente rinascimentale del chiostro quadrato voltato a botte nel porticato. I frati lo abitarono fino al 1860. Oggi è una chiesa restaurata molto simile al convento di San Francesco.
- Chiesa di San Pietro in Cryptis: piccolo edificio religioso nella campagna risalente al XII secolo, con all'interno affreschi murari del 1400, finita di restaurare a fine ottobre 2019.[9] Gli affreschi sono molto interessanti, e sono simili al ciclo della chiesa di Santo Stefano nel comune di San Pio delle Camere.
- Chiesa di San Giovanni dell'ospedale: in via Cavour, nel centro storico, è la seconda chiesa del paese, risalente al XVI-XVII secolo, eretta sopra un palazzo privato che fu adibito ad ospedale. La chiesa attualmente necessita di restauro, presenta una facciata piana decorata in cima da una piccola torretta campanaria con volute, un orologio ottocentesco, un portale architravato in pietra concia, a timpano spezzato barocco, con testa di angelo alata e una croce con stemma gentilizio. L'interno a navata unica è barocco, con volta a botte lunettata, finestre laterali, organo ligneo nella controfacciata sopra la cantoria, cappelle laterali, di cui una grande cappella sul lato destro, scansione in paraste con eleganti fregi corinzi per i capitelli e ordine di angeli e puttini che reggono festoni, altare recintato, pulpito laterale in stucco e pietra con fregi, presbiterio con una falsa cupola a calotta con rappresentato il cielo stellato, e il tabernacolo dell'altare maggiore a macchina templare, con all'interno la tela di Cristo con la Madonna e San Giovanni apostolo.
- Oasi dei Discepoli: in località Colle Frasca, fu voluta negli anni '20 da padre Menozzi, e terminata negli anni '30 in stile chiaramente littorio-monumentalista. Fu voluta come colonia estiva dei discepoli del seminario diocesano aquilano, sopra un colle che affianca Ofena. Il complesso si compone del monastero-convitto in stile classico pseudo ottocentesco, e della chiesa, con impianto classico rettangolare, facciata a capanna preceduta da un monumentale portico in pietra a grossi blocchi, ad archi a tutto sesto.

## Società

### Evoluzione demografica
Abitanti censiti

## Economia
L'economia è prevalentemente agricola. Molto conosciuti i vini della zona e la produzione di mosaici artistici.
Tra le attività artigianali maggiormente diffuse e rinomate vi è la tessitura, finalizzata alla realizzazione di tappeti, arazzi e coperte caratterizzati da temi geometrici e vegetali.

## Amministrazione
Elenco dei sindaci di Ofena dal 1988.
| Periodo        | Periodo        | Primo cittadino   | Partito                      | Carica  | Note   |
| -------------- | -------------- | ----------------- | ---------------------------- | ------- | ------ |
| 4 luglio 1988  | 7 giugno 1993  | Bruno Gentile     | Democrazia Cristiana (DC)    | Sindaco | [ 12 ] |
| 7 giugno 1993  | 28 aprile 1997 | Bruno Gentile     | Democrazia Cristiana (DC)    | Sindaco | [ 13 ] |
| 28 aprile 1997 | 14 maggio 2001 | Bruno Gentile     | Centro                       | Sindaco | [ 14 ] |
| 14 maggio 2001 | 30 maggio 2006 | Anna Rita Coletti | Lista civica                 | Sindaco | [ 15 ] |
| 30 maggio 2006 | 16 maggio 2011 | Anna Rita Coletti | Lista civica                 | Sindaco | [ 16 ] |
| 16 maggio 2011 | 27 marzo 2016  | Mauro Castagna    | Lista civica Uniti per Ofena | Sindaco | [ 17 ] |
| 6 giugno 2016  | in carica      | Antonio Silveri   | Lista civica Uniti per Ofena | Sindaco | [ 18 ] |